# Ren Mengqian
Ren Mengqian (chinesisch 任 夢茜 / 任 梦茜, Pinyin Rèn Mèngqiàn; * 4. Oktober 1993) ist eine chinesische Stabhochspringerin.
Bei den Leichtathletik-Asienmeisterschaften 2013 und den Leichtathletik-Hallenasienmeisterschaften 2014 gewann sie jeweils Silber.
2015 schied sie bei den Leichtathletik-Weltmeisterschaften in Peking in der Qualifikation aus.

## Persönliche Bestleistungen
- Stabhochsprung: 4,50 m, 12. Mai 2015, Taiyuan
  - Halle: 4,40 m, 29. März 2013, Peking